# 浙江省运动会
浙江省运动会是中华人民共和国成立后，浙江省自1951年开始举行的综合性体育运动赛事。浙江省第一届人民体育运动大会于1951年11月1日至6日在杭州市浙江省人民体育场举行。大会主席团由18人组成，参赛单位有11个代表团，共有428名男运动员参赛。

## 概况
由于文革的因素，1963年的第四届与1974年的第五届中间相隔11年。1974年后每隔四年固定举办一次，2022年由于疫情暂停举办。杭州举办了前10届运动会，自第11届开始轮流到宁波、温州、台州、嘉兴、绍兴、湖州各地级市举行。杭州、宁波和温州是历届获得奖牌最多的前三座城市。

## 历届赛事
| 届     | 年份（举办日期）          | 举办城市 | 概况           | 备注/参考                                             |
| ------ | ------------------------- | -------- | -------------- | ----------------------------------------------------- |
| 第1届  | 1951年（11月1日—6日）     | 杭州     | 428名男运动员  |                                                       |
| 第2届  | 1954年（10月2日—5日）     | 杭州     | 787名运动员    |                                                       |
| 第3届  | 1958年（12月10日—15日）   | 杭州     | 1700余名运动员 |                                                       |
| 第4届  | 1963年（10月25日—30日）   | 杭州     | 1812名运动员   |                                                       |
| 第5届  | 1974年（10月12日—17日）   | 杭州     | 3000多名运动员 |                                                       |
| 第6届  | 1978年（10月18日—24日）   | 杭州     | 3147名运动员   |                                                       |
| 第7届  | 1982年（9月18日—24日）    | 杭州     |                |                                                       |
| 第8届  | 1986年（9月6日—11日）     | 杭州     |                | 首次使用于9月1日建成的浙江第一个全天候400米塑胶跑道。 |
| 第9届  | 1990年（9月2日—8日）      | 杭州     | 4241人         |                                                       |
| 第10届 | 1994年（9月4日—9日）      | 杭州     | 7661人         |                                                       |
| 第11届 | 1998年（9月12日一19日）   | 宁波     | 4270名运动员   | 首次在杭州之外城市举行                                |
| 第12届 | 2002年（10月12日一20日）  | 温州     | 6895名运动员   |                                                       |
| 第13届 | 2006年（10月15日一23日）  | 台州     |                | [ 2 ]                                                 |
| 第14届 | 2010年（10月15一23日）    | 嘉兴     |                |                                                       |
| 第15届 | 2014年（10月18日一28日）  | 绍兴     |                | [ 3 ]                                                 |
| 第16届 | 2018年（9月16日—9月26日） | 湖州     | 7445名运动员   |                                                       |